# Ksawery Masiuk
Ksawery Masiuk, född 17 december 2004, är en polsk simmare.

## Karriär
Vid europamästerskapen i simsport 2024 tog Masiuk silver på 50 meter ryggsim och brons på 100 meter ryggsim samt var en del av Polens lag som tog silver på både 4×100 meter frisim och 4×100 meter medley.